# Are Parents People?
Are Parents People? er en amerikansk stumfilm fra 1925 instrueret af Malcolm St. Clair.

## Medvirkende
- Betty Bronson som Lita Hazlitt
- Florence Vidor som Mrs. Hazlitt
- Adolphe Menjou som Mr. Hazlitt
- George Beranger som Maurice Mansfield
- Lawrence Gray som Dr. Dacer
- Mary Beth Milford som Aurella Wilton
- Emily Fitzroy som Margaret
- William Courtright